# Magdalena Korzekwa-Kaliszuk
Magdalena Maria Korzekwa (Kaliszuk) (ur. 26 stycznia 1989 w Koszęcinie) – polska prawniczka, psycholożka, publicystka i pisarka, prezenterka TVP, dziennikarka.

## Życiorys
Pochodzi z Boronowa. Absolwentka IX Liceum Ogólnokształcącego im. C.K. Norwida w Częstochowie. W 2013 ukończyła prawo na Wydziale Prawa i Administracji Uniwersytetu Warszawskiego, a w 2016 została magistrem psychologii na Wydziale Psychologii w ramach Kolegium Międzyobszarowych Indywidualnych Studiów Humanistycznych i Społecznych na Uniwersytecie Warszawskim.
Pracę w telewizji rozpoczęła w 2000, wygrywając casting na prowadzącą telewizyjny program „Ziarno” (TVP1). Następnie przez 5 lat występowała w programie jako prezenterka i aktorka oraz prowadząc wywiady. Występowała m.in. wraz z s. Mariolą Kłos, biskupem Antonim Długoszem, Józefem Miką, Katarzyną Łaniewską.
W 2005 opublikowane zostały jej pierwsze teksty publicystyczne. W tym samym roku ukazała się pierwsza książka 16-letniej wówczas autorki Radość przyjaźni (Wyd. Jedność, Kielce, 2005). Zarówno ta książka, jak i następne, rozeszły się w kilkutysięcznych nakładach. Jest autorką kilkunastu książek, w których pisze o sztuce życia, wychowaniu i aktualnych problemach społecznych. Publikowała w „Przewodniku Katolickim”.
Jest dyrektorką i analityczką prawną CitizenGO w Polsce. Z jej ramienia występowała m.in. w ONZ w Genewie.

## Poglądy i reakcje
Magdalena Korzekwa-Kaliszuk identyfikuje się jako działaczka pro-life. W lutym 2021 roku w wywiadzie dla „Dziennika Gazeta Prawna” Korzekwa-Kaliszuk wyrażała swój sprzeciw wobec depenalizacji aborcji, twierdząc, że „złe jest to, że kobieta w polskim prawie nie podlega odpowiedzialności karnej”. Strajki Kobiet w tym samym miesiącu kwitowała jako „nacisk aborcyjnego lobby”, aborcję zaś – jako „nie tylko zabójstwo dziecka, ale też naruszenie godności kobiety”. Od 28 października 2019 roku jest prezesem Fundacji Grupa Proelio. W organizacji tej wraz z mężem Zbigniewem Kaliszukiem angażuje się w wiele akcji społecznych. Do celów Fundacji Grupa Proelio należą działania „na rzecz ochrony życia od poczęcia do naturalnej śmierci, małżeństwa, rodziny, dzieci i wolności sumienia”.

## Publikacje
- M. Korzekwa, Niezawodna radość, Kraków: eSPe, 2007, ISBN 978-83-7482-103-2.
- M. Korzekwa, M. Dziewiecki, Radość przyjaźni, Kielce: Jedność, 2005, ISBN 83-7224-870-2.
- M. Korzekwa, M. Dziewiecki, Radość mądrości, Kielce: Jedność, 2006, ISBN 83-7442-312-9.
- M. Korzekwa, M. Dziewiecki, Przyjaźń, Kraków: Salwator, 2007, ISBN 83-60703-11-6.
- M. Korzekwa, M. Dziewiecki, Miłość jest poezją, Częstochowa: Pomoc, 2007, ISBN 978-83-7256-892-2.
- M. Korzekwa, M. Dziewiecki, Świętość. Marzenia Boga o człowieku, Kielce: Jedność, 2007, ISBN 978-83-7442-493-6.
- M. Korzekwa, M. Dziewiecki, Krajobrazy radości, Wrocław: TUM, 2007, ISBN 978-83-7454-058-2.
- M. Korzekwa, M. Dziewiecki, Radość, Kraków: Salwator, 2008, ISBN 978-83-60703-49-6.
- M. Korzekwa, M. Dziewiecki, Mądrość prawdy, Częstochowa: Pomoc, 2009, ISBN 978-83-7256-920-2.
- M. Korzekwa, M. Dziewiecki, Błogosławieństwo i życie, Warszawa: Wyd. Sióstr Loretanek, 2009, ISBN 978-83-7257-378-0.
- M. Korzekwa, Ogrody nastrojów, Częstochowa: Pomoc, 2010, ISBN 978-83-7256-939-4.
- M. Korzekwa, Bóg, człowiek i miłość, Szczecinek, Fundacja Nasza Przyszłość, 2010, ISBN 978-83-61146-25-4.